# 버릇
버릇(癖, 영어: habit)은 사람이 무의식 중에, 또는 특히 강하게 의식하지 않고 습관적으로 하는 행동이다. 손발이나 몸의 움직이는 방법, 말투 등으로 비슷한 상황에서 항상 자동으로 반복되는 경향이 있다. 넓은 의미에서 습관의 일종이라고 볼 수 있지만, 극단적인 경우에는 평소보다 불필요하게 편향된 반응으로 나타난다. 자신은 인식하지 않는 경우가 많다. 또한 인식하고 있었다고해도 특히 강하게 의식하지 않는 행동도 포함한다. 일반적으로 늙을수록 습관으로 행동하는 경향이 강해져, 그 때문에 버릇이 되면 좀처럼 고쳐지지 않는 경향이 되는 것이 많다. 호흡 · 배설 등 생명 활동을 유지하기 위해 필요한 습관적인 행동은 버릇이라고 말하지 않는다.

## 같이 보기
- 태도